# 오리온 (롤러코스터)
오리온(영어: Orion)은 미국 오하이오주 메이슨의 놀이공원 킹스 아일랜드에 있는 철제 롤러코스터다.